# Пічкурові
Пічкурові (Gobionidae) — одна з 12 родин підряду короповидних (Cyprinoidei). Раніше ця група риб вважалася підродиною родини коропових (Cyprinidae), але філогенетичні дослідження, проведені в 2011—2016 рр. на основі остеологічних і молекулярних даних, підняли її статус до окремої родини.
Станом на квітень 2024 року родина пічкурових включала дійсних 28 родів і 223 види риб.
Роди:
- Abbottina  Jordan & Fowler, 1903
- Acanthogobio  Herzenstein, 1892
- Belligobio  Jordan & Hubbs, 1925
- Biwia  Jordan & Fowler, 1903
- Coreius  Jordan & Starks, 1905
- Coreoleuciscus  Mori, 1935
- Gnathopogon  Bleeker, 1860
- Gobio  Cuvier, 1816
- Gobiobotia  Kreyenberg, 1911
- Gobiocypris  Ye & Fu, 1983
- Hemibarbus  Bleeker, 1860
- Ladislavia  Dybowski, 1869
- Mesogobio  Bănărescu & Nalbant, 1973
- Microphysogobio  Mori, 1934
- Paracanthobrama  Bleeker, 1864
- Paraleucogobio  Berg, 1907
- Placogobio  Nguyen, 2001
- Platysmacheilus  Lu, Luo & Chen, 1977
- Pseudogobio  Bleeker, 1860
- Pseudopungtungia  Mori, 1935
- Pseudorasbora  Bleeker, 1860
- Pungtungia  Herzenstein, 1892
- Rhinogobio  Bleeker, 1870
- Romanogobio  Bănărescu, 1961
- Sarcocheilichthys  Bleeker, 1860
- Saurogobio  Bleeker, 1870
- Squalidus  Dybowski, 1872
- Xenophysogobio  Chen & Cao, 1977

Пічкурові поширені в Євразії, демонструючи палеарктичне поширення. Лише два роди (Gobio і Romanogobio) зустрічаються в Європі, решта зосереджена в Азії, переважно в Китаї, Японії та Кореї. Деякі види були інтродуковані в інших місцях, зокрема Pseudorasbora parva, батьківщиною якої є Східна Азія, відома як інвазійний вид в багатьох країнах Європи, Центральної Азії, а також у Північній Африці.
Родина пічкурових включає багато видів, які демонструють пристосування до життя в різноманітних середовищах існування, мають різний зовнішній вигляд та поведінку.
Ці риби переважно прісноводні, але деякі види живуть у солонуватих водах. Більшість пічкурових є бентосними рибами, зустрічаються на піщаному або гальковому дні. Деякі види мешкають у швидкоплинних водоймах, представники родів Abbottina та Biwia зустрічаються в каламутній, стоячій або з млявою течією воді, Gnathopogon caerulescens є пелагічною озерною рибою. Харчуються водними безхребетними або рослинністю.
Як правило, це риби малого або середнього розміру (до 200 мм стандартної довжини), хоча види деяких родів (наприклад, Hemibarbus, Sarcocheilichthys) можуть досягати більших розмірів. Як результат пристосування до різних середовищ існування, пічкурові демонструють широкий діапазон форми тіла. Деякі з них, що мають реофільний спосіб життя (наприклад, Gobiobotia, Saurogobio), стрункі й видовжені, інші (наприклад, Gnathopogon, Sarcocheilichthys) мають більш високе тіло. Представники родини зазвичай мають одну нижній рот, пару вусиків, сосочки на губах і підборідді, плоске черево, розведені вбік грудні плавці. Ці ознаки в більшості своїй пов'язані з пристосуванням до бентосного способу життя.
Репродуктивна біологія відрізняється в різних груп пічкурових. Більшість видів відкладає ікру на водні рослини або на субстрат, деякі (наприклад, Gnathopogon strigatus, Saurogobio dabryi) мають пелагічну ікру, інші (наприклад, більшість видів Sarcocheilichthys) відкладають ікру в порожнину прісноводних двостулкових молюсків за допомогою спеціального яйцекладу. Деякі види виявляють батьківську турботу: будують гнізда, охороняють ікру.
Пічкурові виникли в ранньому палеоцені приблизно 63,5 млн років тому, а їхня диверсифікація відбувалася в еоцені та ранньому міоцені.
Gobionidae утворюють монофілетичну кладу. Найближчими родичами пічкурових є представники родин Acheilognathidae, Leuciscidae, Tanichthyidae, Tincidae та Xenocyprididae. Всередині Gobionidae виділяють підродини Gobioninae (з родами Abbottina, Acanthogobio, Biwia, Gobio, Gobiobotia, Mesogobio, Microphysogobio, Platysmacheilus, Pseudogobio, Romanogobio, Saurogobio, Xenophysogobio), Sarcocheilichthyinae (з родами Coreoleuciscus, Gnathopogon, Gobiocypris, Ladislavia, Paracanthobrama, Pseudopungtungia, Pseudorasbora, Pungtungia, Rhinogobio, Sarcocheilichthys) та групу Hemibarbus–Squalidus (включаючи Belligobio).